# Ткачук, Михаил Герасимович
Михаил Герасимович Ткачук (11 августа 1885 Киев — 1972 Щецин, Польша) — генерал-хорунжий Армии УНР.

## Биография
Окончил Винницкое реальное училище, Чугуевское пехотное юнкерское училище (1909), вышел подпоручиком до 4-го стрелкового полка (Кутно), в составе которого участвовал в Первой мировой войне. Последнее звание в российской армии — подполковник.
В украинской армии с декабря 1917 г .: уполномоченный по украинизации 10-го армейского корпуса.
В 1918 гг. — помощник командира 30-го пешего Каневского полка Армии Украинской Державы. 20 октября 1918 — командир всех действующих частей, которые были выделены 2-м Подольским корпусом в состав Осадного корпуса Действующей Армии УНР. С 2 июня 1919 — командир 2-го пешего Брестского полка Действующей армии УНР. С 22 июля 1919 — помощник командира 1-й Северной дивизии Действующей армии УНР. С 21 ноября 1919 — командир 1-го сборного Северного полка Действующей армии УНР (сводного с 1-й Северной дивизии Действующей армии УНР). Участник Первого Зимнего похода: с 28 января 1920 — часовой атаман и начальник снабжения Действующей армии УНР. С июня 1920 — часовой атаман штаба Армии УНР.
С 13 августа 1920 — военный представитель правительства УНР при польской миссии для переговоров с представителями Советской России в Риге. 11 мая 1921 Емельянович-Павленко во времени расследование «дела генерала Базильского» подписывает приказ о назначении генерала Ткачука командиром 1-й Запорожской дивизии, впрочем уже 27 мая его меняет генерал А. Вовк.
Умер в 1972 году в городе Щецин, Польша где похоронен на местном кладбище.